# Karol Jokl
Karol Jokl (* 29. August 1945 in Šimonovany; † 28. Oktober 1996 in Bratislava) war ein slowakischer Fußballspieler, der zur Zeit der Tschechoslowakei als Spieler aktiv war. Sein Vater war ebenfalls ein sehr guter Fußballspieler.

## Vereinslaufbahn
Jokl spielte in seiner Jugend für den Iskra Partizánske. Mit 18 Jahren wechselte er zum TJ Slovan Bratislava CHZJD. Mit Slovan gewann er den Europapokal der Pokalsieger. Im Finale in Basel am 21. Mai 1969 wurde der FC Barcelona mit 3:2 geschlagen. Weitere Erfolge mit Slovan: Pokalsieger Tschechoslowakei (1968, 1974), Meister der Tschechoslowakei (1970, 1974), Pokalsieger Slowakei (1970, 1974), Sieger UEFA Intertoto Cup (1968, 1970, 1972, 1973, 1974).

## Nationalmannschaft
Jokl debütierte mit 18 Jahren in der tschechoslowakischen Nationalmannschaft. In 27 Spielen erzielte er elf Tore. Höhepunkt seiner Karriere in der Nationalmannschaft war die Teilnahme an der Fußball-Weltmeisterschaft 1970 in Mexiko, wo er in allen drei Spielen der Tschechoslowakei zum Einsatz kam.

## Trainerlaufbahn
Jokl wurde 1994 für zwei Jahre Trainerassistent von Dušan Galis bei seinem alten Verein Slovan.